# Selbstverwaltungswahlen in Polen 2014
Die Selbstverwaltungswahlen in Polen 2014 unterteilten sich in zwei Wahlgänge. Der Erste erfolgte am 16. November 2014 und eventuelle Stichwahlen für das Bürgermeisteramt zwei Wochen später.
Die obligatorische Verordnung wurde am 20. August 2014 vom Ministerpräsidenten Donald Tusk unterzeichnet. Die Wahlberechtigten konnten über die Zusammensetzung von Sejmiks, Kreistagen, Gemeinderäten sowie Warschauer Stadtteilräten abstimmen und Gemeindevorsteher, Bürgermeister oder Stadtpräsidenten wählen. 

## Listenreihenfolge auf dem Stimmzettel
Am 17. Oktober wurde von der Staatlichen Wahlkommission (polnisch Państwowa Komisja Wyborcza – PKW) die Reihenfolge der Wahllisten landesweit teilnehmender Parteien gelost. Um als solche zu gelten, muss eine Partei ihre Kandidatenlisten in mindestens der Hälfte der Wahlkreise registriert haben und zu allen Sejmik-Wahlen antreten.
- Polskie Stronnictwo Ludowe (Polnische Volkspartei, kurz: PSL) – Nr. 1
- Demokracja Bezpośrednia (Direkte Demokratie, kurz: DB) – Nr. 2
- Prawo i Sprawiedliwość (Recht und Gerechtigkeit, kurz: PiS) – Nr. 3
- Platforma Obywatelska (Bürgerplattform, kurz: PO) – Nr. 4
- Ruch Narodowy (Nationale Bewegung, kurz: RN) – Nr. 5
- Sojusz Lewicy Demokratycznej (Bund der Demokratischen Linken, kurz: SLD)  – Nr. 6
- Kongres Nowej Prawicy (Kongress der Neuen Rechten, kurz: KNP) – Nr. 7

## Wahlanalyse

Ungültige Stimmen bei den letzten Sejmik-Wahlen

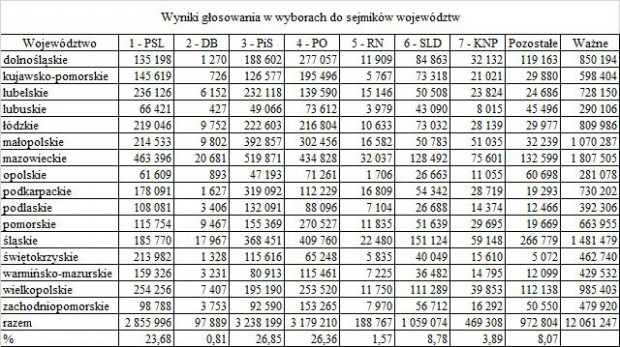
Offizielles Dokument der Wahlkommission mit falschen Ergebnissen

In Anbetracht der neuen EU-Förderperiode 2014–2020 kam der Wahl eine besondere Rolle zu. Die Investitionssummen für die Selbstverwaltungsorgane fielen im Vergleich zur alten Periode 2007–2013 noch einmal größer aus. 
Die Wahlkampagne wurde durch regionale Themen, wie kostenloser öffentlicher Personenverkehr und dessen Verbesserung, geprägt. Verschiedene Parteien forderten die Amtszeit der Gemeindevorsteher, Bürgermeister und Stadtpräsidenten auf maximal zwei Legislaturperioden zu beschränken. Die Rolle von Parteien wuchs mit Größe einer Verwaltungseinheit. „Auf Woiwodschaftsebene sind sie im Grunde die einzigen Akteure in den Machtstrukturen.“ Die Deutsche Minderheit ist mit ihren traditionell starken Ergebnissen in der Woiwodschaft Opole eine Ausnahme. In Gemeinden und Kleinstädten überwogen lokale Initiativen. Der Wählerzuspruch für die PO war in Großstädten höher als im ländlichen Raum; genau umgekehrt ist diese Besonderheit bei der PiS zu beobachten. Sie konnte zwar bei den Stichwahlen für Gemeindevorsteher, Bürgermeister, oder Stadtpräsidenten gute Ergebnisse einfahren, ist jedoch in den Woiwodschaften nicht in der Lage Koalitionen zu bilden. Dementsprechend sind 15 von 16 Woiwodschaften PO-PSL-geführt. 
Die Bauernpartei PSL verzeichnete bei den Wahlen zu den Sejmiks den stärksten Stimmenzuwachs. Sie wird als die eigentliche Wahlsiegerin angesehen. Das Bündnis der Demokratischen Linken ist marginalisiert worden. Kleinere Parteien, wie TR und KNP konnten hier keinen Erfolg verbuchen, wobei es der linksliberalen TR mit ihrem Kandidaten Robert Biedroń gelang, den Stadtpräsidenten von Słupsk zu stellen. Biedroń erfuhr mediale Aufmerksamkeit, nachdem er sich öffentlich als homosexuell geoutet hatte.
Eine Kontroverse lösten enorme Probleme bei der Stimmenauszählung durch die Staatliche Wahlkommission aus. Die amtlichen Wahlergebnisse wurden erst eine Woche nach der Wahl bekanntgegeben. Dabei fiel in einigen Fällen die recht hohe Diskrepanz zwischen Prognosewerten und Endergebnissen auf. Die PiS-Partei schloss im Nachhinein um 5 Prozentpunkte schlechter und die PSL um 6 %-Punkte besser ab.
Der Parteivorsitzender der Nationalkonservativen, Jarosław Kaczyński, ging von Wahlfälschung aus; auch viele andere Kritiker, wie der SLD, forderten eine Wahlwiederholung. Der damalige Staatspräsident Bronisław Komorowski schloss dies aus. Der hohe Anteil von ungültigen Stimmen führte zu Protesten bis hin zur kurzzeitigen Besetzung der Wahlkommission durch eine Gruppe von rechten Demonstranten um Grzegorz Braun. „Bei den Kreisgerichten gingen etliche Male mehr Einsprüche ein als bei vorangegangenen Wahlen.“ In einigen Fällen waren manche Wahlbündnisse nicht auf dem Stimmzettel aufgeführt worden. Als Konsequenz traten die Mitglieder der PKW zurück. Das Chaos ist zum einen auf das unzureichend getestete Computersystem (noch im Oktober fehlerhaft)  sowie komplizierte Stimmzettel zurückzuführen. Seitdem haftet der PKW die Schmähbezeichnung "Waldschrate" (Leśne dziadki) an, die eine technische Rückständigkeit der meist älteren Kader (darunter Andrzej Zoll) in der Kommission monierte.

## Wahlergebnisse

### Wahlbeteiligung
1. Wahlgang, Wahlbeteiligung:
- 12:00 – 14,59 %[7]
- 17:30 – 39,28 %[8]
- Schluss – 47,40 %[9]

2. Wahlgang, Wahlbeteiligung:
- 12:00 – 11,40 %[10]
- 17:30 – 32,33 %[11]
- Schluss – 39,97 %[12]

Die Wahlbeteiligung war im ersten Wahlgang mit 47,40 Prozent die bis dahin höchste bei den Selbstverwaltungswahlen. Dabei war sie in der Woiwodschaft Heiligkreuz mit 53,25 Prozent am größten, mit 42,13 Prozent in der Woiwodschaft Opole am niedrigsten. Im zweiten Wahlgang betrug die Wahlbeteiligung 39,97 Prozent. Der Anteil ungültiger Stimmen war mit durchschnittlich 9,76 % bis zu diesem Zeitpunkt noch nie so groß gewesen.

### Sejmik-Wahlen

Verteilung der Sitze im Sejmik
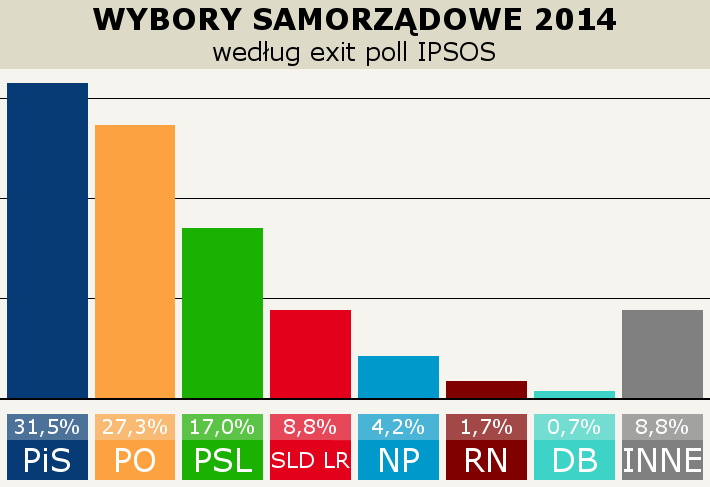
Wahltagsbefragung
Koalitionen in den Sejmiks

#### Ergebnisse in Prozent
PiS wurde hinsichtlich erhaltener Stimmen in fünf Woiwodschaften stärkste Kraft, PSL in vier, jeweils drei mehr als bei den Selbstverwaltungswahlen 2010. Die Bürgerplattform verlor sechs Woiwodschaften und kam nun auf sieben.
| Sejmik           | PiS             | PO    | PSL   | SLD   | KNP  | RN   | DB   | Lokale Wahlkomitees | Sonstige |      |
| ---------------- | --------------- | ----- | ----- | ----- | ---- | ---- | ---- | ------------------- | -------- | ---- |
| Sejmik           | Niederschlesien | 22,17 | 32,59 | 15,90 | 9,98 | 3,78 | 1,40 | 0,15                | 11,931   | 2,09 |
| Kujawien-Pommern | 21,15           | 32,67 | 24,33 | 12,25 | 3,51 | 0,96 | 0,12 | —                   | 4,99     |      |
| Lublin           | 31,88           | 19,70 | 32,43 | 6,94  | 3,27 | 2,08 | 0,84 | —                   | 3,39     |      |
| Lebus            | 16,91           | 25,37 | 22,90 | 14,85 | 2,76 | 1,37 | 0,15 | 11,942              | 3,75     |      |
| Łódź             | 27,48           | 26,77 | 27,04 | 9,02  | 3,47 | 1,31 | 1,20 | —                   | 3,70     |      |
| Kleinpolen       | 36,71           | 28,26 | 20,04 | 4,74  | 4,77 | 1,55 | 0,92 | —                   | 3,01     |      |
| Masowien         | 28,76           | 24,06 | 25,64 | 7,11  | 4,18 | 1,77 | 1,14 | —                   | 7,34     |      |
| Oppeln           | 16,79           | 25,35 | 21,92 | 9,48  | 3,94 | 0,61 | 0,32 | 14,903              | 6,69     |      |
| Karpatenvorland  | 43,70           | 15,37 | 24,39 | 7,44  | 3,93 | 2,30 | 0,22 | —                   | 2,64     |      |
| Podlachien       | 33,67           | 22,46 | 27,55 | 6,80  | 3,66 | 1,81 | 0,87 | —                   | 3,18     |      |
| Pommern          | 23,40           | 40,74 | 17,43 | 7,78  | 4,47 | 1,78 | 1,43 | —                   | 2,96     |      |
| Schlesien        | 25,07           | 27,21 | 13,21 | 10,39 | 3,98 | 1,53 | 1,23 | 7,204               | 10,17    |      |
| Heiligkreuz      | 24,99           | 14,10 | 46,24 | 8,65  | 3,37 | 1,26 | 0,29 | —                   | 1,10     |      |
| Ermland-Masuren  | 18,84           | 26,88 | 37,09 | 8,49  | 3,44 | 1,68 | 0,75 | —                   | 2,82     |      |
| Großpolen        | 19,81           | 25,73 | 25,80 | 11,29 | 4,04 | 1,19 | 0,75 | 7,545               | 3,84     |      |
| Westpommern      | 19,29           | 31,94 | 20,58 | 11,82 | 3,39 | 1,66 | 0,78 | 9,866               | 0,67     |      |
| Polen            | 26,89           | 26,29 | 23,88 | 8,79  | 3,89 | 1,57 | 0,81 | 3,33                | 4,56     |      |

Erläuterung:
1Bezpartyjni Samorządowcy,
2Lepsze Lubuskie,
3Mniejszość Niemiecka,
4Ruch Autonomii Śląska,
5Teraz Wielkopolska,
6Bezpartyjni Pomorze Zachodnie.

#### Mandatsverteilung
Quelle: Państwowa Komisja Wyborcza
| Sejmik           | PO              | PiS | PSL | SLD | MN | RAŚ | BS | LL | TW | BPZ | Insgesamt |   |    |
| ---------------- | --------------- | --- | --- | --- | -- | --- | -- | -- | -- | --- | --------- | - | -- |
| Sejmik           | Niederschlesien | 16  | 9   | 5   | 2  | —   | —  | 4  | —  | —   | Insgesamt | — | 36 |
| Kujawien-Pommern | 14              | 7   | 10  | 2   | —  | —   | —  | —  | —  | —   | 33        |   |    |
| Lublin           | 7               | 13  | 12  | 1   | —  | —   | —  | —  | —  | —   | 33        |   |    |
| Lebus            | 10              | 5   | 8   | 5   | —  | —   | —  | 2  | —  | —   | 30        |   |    |
| Łódź             | 10              | 12  | 10  | 1   | —  | —   | —  | —  | —  | —   | 33        |   |    |
| Kleinpolen       | 14              | 17  | 8   | 0   | —  | —   | —  | —  | —  | —   | 39        |   |    |
| Masowien         | 15              | 19  | 16  | 1   | —  | —   | —  | —  | —  | —   | 51        |   |    |
| Oppeln           | 9               | 5   | 8   | 1   | 7  | 0   | —  | —  | —  | —   | 30        |   |    |
| Karpatenvorland  | 5               | 19  | 9   | 0   | —  | —   | —  | —  | —  | —   | 33        |   |    |
| Podlachien       | 8               | 12  | 9   | 1   | —  | —   | —  | —  | —  | —   | 30        |   |    |
| Pommern          | 17              | 9   | 7   | 0   | —  | —   | —  | —  | —  | —   | 33        |   |    |
| Schlesien        | 17              | 16  | 5   | 3   | —  | 4   | —  | —  | —  | —   | 45        |   |    |
| Heiligkreuz      | 3               | 8   | 17  | 2   | —  | —   | —  | —  | —  | —   | 30        |   |    |
| Ermland-Masuren  | 9               | 6   | 14  | 1   | —  | —   | —  | —  | —  | —   | 30        |   |    |
| Großpolen        | 13              | 8   | 12  | 4   | —  | —   | —  | —  | 2  | —   | 39        |   |    |
| Westpommern      | 12              | 6   | 7   | 4   | —  | —   | —  | —  | —  | 1   | 30        |   |    |
| Polen            | 179             | 171 | 157 | 28  | 7  | 4   | 4  | 2  | 2  | 1   | 555       |   |    |

|                                   | absolut    | prozentual |
| --------------------------------- | ---------- | ---------- |
| Abgegeben                         | 14.453.946 | 100,00     |
| Gültige Stimmen                   | 11.928.736 | 82,53      |
| Ungültige Stimmen                 | 2.525.210  | 17,47      |
| Wahlbeteiligung                   | 14.453.946 | 47,21      |
| Wahlberechtigte                   | 30.613.691 | 100,00     |
| Quelle: Staatliche Wahlkommission |            |            |

### Powiat-Wahlen
| Partei   | % der Stimmen | Mandate |
| -------- | ------------- | ------- |
| PiS      | 23,53         | 1.514   |
| PSL      | 21,42         | 1.702   |
| PO       | 12,32         | 758     |
| SLD      | 5,79          | 226     |
| Sonstige | 36,94         | 2.076   |

|                                   | absolut    | prozentual |
| --------------------------------- | ---------- | ---------- |
| Abgegeben                         | 10.356.966 | 100,00     |
| Gültige Stimmen                   | 8.630.793  | 83,33      |
| Ungültige Stimmen                 | 1.726.173  | 16,67      |
| Wahlbeteiligung                   | 10.356.966 | 50,21      |
| Wahlberechtigte                   | 20.625.941 | 100,00     |
| Quelle: Staatliche Wahlkommission |            |            |

### Gmina-Wahlen
| Partei   | Kreisfreie Städte | Kreisfreie Städte | Andere Gemeinden | Andere Gemeinden |
| Partei   | % der Stimmen     | Mandate           | % der Stimmen    | Mandate          |
| -------- | ----------------- | ----------------- | ---------------- | ---------------- |
| PiS      | 27,29             | 548               | 11,57            | 2.982            |
| PO       | 27,27             | 491               | 3,78             | 773              |
| SLD      | 9,04              | 127               | 3,04             | 643              |
| KNP      | 3,27              | 0                 | 0,20             | 9                |
| PSL      | 2,48              | 16                | 8,21             | 4.355            |
| Sonstige | 30,65             | 512               | 73,19            | 29.080           |

|                                   | absolut    | prozentual |
| --------------------------------- | ---------- | ---------- |
| Abgegeben                         | 14.173.122 | 100,00     |
| Gültige Stimmen                   | 13.431.814 | 94,77      |
| Ungültige Stimmen                 | 741.308    | 5,23       |
| Wahlbeteiligung                   | 14.173.122 | 47,43      |
| Wahlberechtigte                   | 29.883.605 | 100,00     |
| Quelle: Staatliche Wahlkommission |            |            |

### Stadtteile Warschaus
| Stadtteil      | Wahlkomitee                          | Wahlkomitee                          | Mandate       |
| -------------- | ------------------------------------ | ------------------------------------ | ------------- |
| Bemowo         | Wahlkomitee um Jarosław Dąbrowski    | Wahlkomitee um Jarosław Dąbrowski    | 9 (von 25)    |
| Białołęka      | Bürgerplattform                      | Bürgerplattform                      | 12 (von 23)   |
| Bielany        | Bürgerplattform                      | Bürgerplattform                      | 12 (na 25)    |
| Mokotów        | Bürgerplattform                      | Bürgerplattform                      | 15 (von 28)   |
| Ochota         | Bürgerplattform                      | Bürgerplattform                      | 8 (von 23)    |
| Praga-Południe | Bürgerplattform                      | Bürgerplattform                      | 13 (von 25)   |
| Praga-Północ   | Recht und Gerechtigkeit              | Recht und Gerechtigkeit              | 9 (von 23)    |
| Rembertów      | Wahlkomitee des Forums für Rembertów | Wahlkomitee des Forums für Rembertów | 5 (von 21)    |
| Śródmieście    | Bürgerplattform                      | Bürgerplattform                      | 11 (von 25)   |
| Targówek       | Recht und Gerechtigkeit              | Recht und Gerechtigkeit              | 11 (von 25)   |
| Ursus          | Bürgerplattform                      | Recht und Gerechtigkeit              | je 8 (von 23) |
| Ursynów        | Bürgerplattform                      | Bürgerplattform                      | 11 (von 25)   |
| Wawer          | Bürgerplattform                      | Bürgerplattform                      | 9 (von 23)    |
| Wesoła         | Bürgerplattform                      | Bürgerplattform                      | 9 (von 21)    |
| Wilanów        | Bürgerplattform                      | Bürgerplattform                      | 11 (von 21)   |
| Włochy         | Recht und Gerechtigkeit              | Recht und Gerechtigkeit              | 9 (na 23)     |
| Wola           | Bürgerplattform                      | Bürgerplattform                      | 14 (von 25)   |
| Żoliborz       | Bürgerplattform                      | Recht und Gerechtigkeit              | je 8 (von 21) |

| Partei   | Mandate |
| -------- | ------- |
| PO       | 173     |
| PiS      | 143     |
| SLD      | 14      |
| Sonstige | 93      |

Quelle: Wahlkommission in Warschau

### Stadtpräsidenten (Auswahl)
| Warschau                          | Warschau                          | Warschau                          | Warschau                          | Warschau                          | Warschau                          | Krakau                            | Krakau                            | Krakau                            | Krakau                            | Krakau                            | Krakau                            |
| Kandidat                          | Partei                            | 1. Wahlgang                       | 1. Wahlgang                       | 2. Wahlgang                       | 2. Wahlgang                       | Kandidat                          | Partei                            | 1. Wahlgang                       | 1. Wahlgang                       | 2. Wahlgang                       | 2. Wahlgang                       |
| Kandidat                          | Partei                            | Stimmen                           | %                                 | Stimmen                           | %                                 | Kandidat                          | Partei                            | Stimmen                           | %                                 | Stimmen                           | %                                 |
| --------------------------------- | --------------------------------- | --------------------------------- | --------------------------------- | --------------------------------- | --------------------------------- | --------------------------------- | --------------------------------- | --------------------------------- | --------------------------------- | --------------------------------- | --------------------------------- |
| Hanna Gronkiewicz-Waltz           | PO                                | 294.434                           | 47,19                             | 342.857                           | 58.64                             | Jacek Majchrowski                 | parteilos                         | 95.106                            | 39,18                             | 114.705                           | 58,77                             |
| Jacek Sasin                       | PiS                               | 172.887                           | 27,71                             | 241.790                           | 41,36                             | Marek Lasota                      | PiS                               | 65.417                            | 26,95                             | 80.477                            | 41,23                             |
| Piotr Guział                      | WWS                               | 53.261                            | 8,54                              |                                   |                                   | Łukasz Gibała                     | parteilos                         | 27.090                            | 11,16                             |                                   |                                   |
| Przemysław Wipler                 | KNP                               | 26.249                            | 4,21                              | Marta Patena                      | PO                                | 22.267                            | 9,17                              |                                   |                                   |                                   |                                   |
| Sebastian Wierzbicki              | SLD                               | 25.817                            | 4,14                              | Tomasz Leśniak                    | parteilos                         | 11.749                            | 4,84                              |                                   |                                   |                                   |                                   |
| Joanna Erbel                      | Zieloni                           | 15.030                            | 2,41                              | Konrad Berkowicz                  | parteilos                         | 10.489                            | 4,32                              |                                   |                                   |                                   |                                   |
| Andrzej Rozenek                   | parteilos                         | 14.223                            | 2,28                              | Sławomir Ptaszkiewicz             | parteilos                         | 7.825                             | 3,22                              |                                   |                                   |                                   |                                   |
| Mariusz Dzierżawski               | parteilos                         | 9.768                             | 1,57                              | Andrzej Sikorski                  | parteilos                         | 2.828                             | 1,16                              |                                   |                                   |                                   |                                   |
| Agata Nosal-Ikonowicz             | parteilos                         | 6.951                             | 1,11                              |                                   |                                   |                                   |                                   |                                   |                                   |                                   |                                   |
| Zbigniew Wrzesiński               | parteilos                         | 2.808                             | 0,45                              |                                   |                                   |                                   |                                   |                                   |                                   |                                   |                                   |
| Andrzej Gorayski                  | DB                                | 2.454                             | 0,39                              |                                   |                                   |                                   |                                   |                                   |                                   |                                   |                                   |
| Gesamt                            | Gesamt                            | 623.882                           | 100,00                            | 584.647                           | 100,00                            | Gesamt                            | Gesamt                            | 242.771                           | 100,00                            | 195.182                           | 100,00                            |
| Gültige Stimmen                   | Gültige Stimmen                   | 623.882                           | 98,42                             | 584.647                           | 98,64                             | Gültige Stimmen                   | Gültige Stimmen                   | 242.771                           | 98,77                             | 195.182                           | 98,29                             |
| Ungültige Stimmen                 | Ungültige Stimmen                 | 9.998                             | 1,58                              | 8.072                             | 1,36                              | Ungültige Stimmen                 | Ungültige Stimmen                 | 3.020                             | 1,23                              | 3.399                             | 1,71                              |
| Wahlbeteiligung                   | Wahlbeteiligung                   | 633.880                           | 47,36                             | 592.719                           | 44,31                             | Wahlbeteiligung                   | Wahlbeteiligung                   | 245.791                           | 41,93                             | 198.581                           | 33,95                             |
| Wahlberechtigte                   | Wahlberechtigte                   | 1.338.555                         | 100,00                            | 1.337.624                         | 100,00                            | Wahlberechtigte                   | Wahlberechtigte                   | 586.213                           | 100,00                            | 584.991                           | 100,00                            |
| Quelle: Staatliche Wahlkommission | Quelle: Staatliche Wahlkommission | Quelle: Staatliche Wahlkommission | Quelle: Staatliche Wahlkommission | Quelle: Staatliche Wahlkommission | Quelle: Staatliche Wahlkommission | Quelle: Staatliche Wahlkommission | Quelle: Staatliche Wahlkommission | Quelle: Staatliche Wahlkommission | Quelle: Staatliche Wahlkommission | Quelle: Staatliche Wahlkommission | Quelle: Staatliche Wahlkommission |

| Łódź                                 | Łódź                              | Łódź                              | Łódź                              | Breslau                           | Breslau                           | Breslau                           | Breslau                           | Breslau                           | Breslau                           |
| Kandidat                             | Partei                            | 1. Wahlgang                       | 1. Wahlgang                       | Kandidat                          | Partei                            | 1. Wahlgang                       | 1. Wahlgang                       | 2. Wahlgang                       | 2. Wahlgang                       |
| Kandidat                             | Partei                            | Stimmen                           | %                                 | Kandidat                          | Partei                            | Stimmen                           | %                                 | Stimmen                           | %                                 |
| ------------------------------------ | --------------------------------- | --------------------------------- | --------------------------------- | --------------------------------- | --------------------------------- | --------------------------------- | --------------------------------- | --------------------------------- | --------------------------------- |
| Hanna Zdanowska                      | PO                                | 116.502                           | 54,08                             | Rafał Dutkiewicz                  | parteilos                         | 74.397                            | 42,37                             | 89.535                            | 54,72                             |
| Joanna Kopcińska                     | PiS                               | 49.308                            | 22,89                             | Mirosława Stachowiak-Różecka      | PiS                               | 45.298                            | 25,80                             | 74.083                            | 45,28                             |
| Tomasz Trela                         | SLD                               | 19.880                            | 9,23                              | Aldona Wiktorska-Święcka          | parteilos                         | 19.871                            | 11,32                             |                                   |                                   |
| John Godson                          | parteilos                         | 9.061                             | 4,21                              | Waldemar Bednarz                  | SLD                               | 13.817                            | 7,87                              |                                   |                                   |
| Agnieszka Wojciechowska van Heukelom | KNP                               | 7.549                             | 3,50                              | Robert Maurer                     | KNP                               | 7.347                             | 4,18                              |                                   |                                   |
| Piotr Misztal                        | parteilos                         | 6.758                             | 3,14                              | Tomasz Owczarek                   | parteilos                         | 6.963                             | 3,97                              |                                   |                                   |
| Piotr Biliński                       | parteilos                         | 4.440                             | 2,06                              | Robert Winnicki                   | parteilos                         | 2.415                             | 1,38                              |                                   |                                   |
| Wojciech Łaszkiewicz                 | PSL                               | 1.186                             | 0,55                              | Robert Bogusławski                | parteilos                         | 2.251                             | 1,28                              |                                   |                                   |
| Wenancjusz Szuster                   | parteilos                         | 743                               | 0,34                              | Emil Antoniszyn                   | PSL                               | 1.836                             | 1,05                              |                                   |                                   |
|                                      |                                   |                                   |                                   | Konrad Rychlewski                 | parteilos                         | 1.398                             | 0,80                              |                                   |                                   |
| Gesamt                               | Gesamt                            | 215.427                           | 100,00                            | Gesamt                            | Gesamt                            | 175.593                           | 100,00                            | 163.618                           | 100,00                            |
| Gültige Stimmen                      | Gültige Stimmen                   | 215.427                           | 98,72                             | Gültige Stimmen                   | Gültige Stimmen                   | 175.593                           | 98,26                             | 163.618                           | 98,15                             |
| Ungültige Stimmen                    | Ungültige Stimmen                 | 2.785                             | 1,28                              | Ungültige Stimmen                 | Ungültige Stimmen                 | 3.101                             | 1,74                              | 3.084                             | 1,85                              |
| Wahlbeteiligung                      | Wahlbeteiligung                   | 218.212                           | 38,39                             | Wahlbeteiligung                   | Wahlbeteiligung                   | 178.694                           | 36,34                             | 166.702                           | 33,94                             |
| Wahlberechtigte                      | Wahlberechtigte                   | 568.399                           | 100,00                            | Wahlberechtigte                   | Wahlberechtigte                   | 491.742                           | 100,00                            | 491.198                           | 100,00                            |
| Quelle: Staatliche Wahlkommission    | Quelle: Staatliche Wahlkommission | Quelle: Staatliche Wahlkommission | Quelle: Staatliche Wahlkommission | Quelle: Staatliche Wahlkommission | Quelle: Staatliche Wahlkommission | Quelle: Staatliche Wahlkommission | Quelle: Staatliche Wahlkommission | Quelle: Staatliche Wahlkommission | Quelle: Staatliche Wahlkommission |

| Posen                             | Posen                             | Posen                             | Posen                             | Posen                             | Posen                             | Danzig                            | Danzig                            | Danzig                            | Danzig                            | Danzig                            | Danzig                            |
| Kandidat                          | Partei                            | 1. Wahlgang                       | 1. Wahlgang                       | 2. Wahlgang                       | 2. Wahlgang                       | Kandidat                          | Partei                            | 1. Wahlgang                       | 1. Wahlgang                       | 2. Wahlgang                       | 2. Wahlgang                       |
| Kandidat                          | Partei                            | Stimmen                           | %                                 | Stimmen                           | %                                 | Kandidat                          | Partei                            | Stimmen                           | %                                 | Stimmen                           | %                                 |
| --------------------------------- | --------------------------------- | --------------------------------- | --------------------------------- | --------------------------------- | --------------------------------- | --------------------------------- | --------------------------------- | --------------------------------- | --------------------------------- | --------------------------------- | --------------------------------- |
| Ryszard Grobelny                  | parteilos                         | 45.397                            | 28,58                             | 59.666                            | 40,91                             | Paweł Adamowicz                   | PO                                | 64.674                            | 46,05                             | 77.034                            | 61,25                             |
| Jacek Jaśkowiak                   | PO                                | 34.097                            | 21,46                             | 86.164                            | 59,09                             | Andrzej Jaworski                  | PiS                               | 36.736                            | 26,15                             | 48.730                            | 38,75                             |
| Tadeusz Dziuba                    | PiS                               | 31.032                            | 19,53                             |                                   |                                   | Ewa Lieder                        | parteilos                         | 17.289                            | 12,31                             |                                   |                                   |
| Tomasz Lewandowski                | SLD                               | 26.389                            | 16,61                             | Waldemar Bartelik                 | parteilos                         | 9.254                             | 6,59                              |                                   |                                   |                                   |                                   |
| Anna Wachowska-Kucharska          | parteilos                         | 7.462                             | 4,70                              | Jarosław Szczukowski              | SLD                               | 6.500                             | 4,63                              |                                   |                                   |                                   |                                   |
| Zygmunt Kopacz                    | KNP                               | 6.080                             | 3,83                              | Zbigniew Wysocki                  | KNP                               | 6.003                             | 4,27                              |                                   |                                   |                                   |                                   |
| Maciej Wudarski                   | parteilos                         | 5.595                             | 3,52                              |                                   |                                   |                                   |                                   |                                   |                                   |                                   |                                   |
| Bogdan Grobelny                   | parteilos                         | 2.812                             | 1,77                              |                                   |                                   |                                   |                                   |                                   |                                   |                                   |                                   |
| Gesamt                            | Gesamt                            | 158.864                           | 100,00                            | 145.830                           | 100,00                            | Gesamt                            | Gesamt                            | 140.456                           | 100,00                            | 125.764                           | 100,00                            |
| Gültige Stimmen                   | Gültige Stimmen                   | 158.864                           | 98,48                             | 145.830                           | 98,56                             | Gültige Stimmen                   | Gültige Stimmen                   | 140.456                           | 98,46                             | 125.764                           | 97,94                             |
| Ungültige Stimmen                 | Ungültige Stimmen                 | 2.453                             | 1,52                              | 2.133                             | 1,44                              | Ungültige Stimmen                 | Ungültige Stimmen                 | 2.192                             | 1,54                              | 2.650                             | 2,06                              |
| Wahlbeteiligung                   | Wahlbeteiligung                   | 161.317                           | 38,76                             | 147.963                           | 35,54                             | Wahlbeteiligung                   | Wahlbeteiligung                   | 142.648                           | 40,02                             | 128.414                           | 36,14                             |
| Wahlberechtigte                   | Wahlberechtigte                   | 416.231                           | 100,00                            | 416.322                           | 100,00                            | Wahlberechtigte                   | Wahlberechtigte                   | 356.433                           | 100,00                            | 355.340                           | 100,00                            |
| Quelle: Staatliche Wahlkommission | Quelle: Staatliche Wahlkommission | Quelle: Staatliche Wahlkommission | Quelle: Staatliche Wahlkommission | Quelle: Staatliche Wahlkommission | Quelle: Staatliche Wahlkommission | Quelle: Staatliche Wahlkommission | Quelle: Staatliche Wahlkommission | Quelle: Staatliche Wahlkommission | Quelle: Staatliche Wahlkommission | Quelle: Staatliche Wahlkommission | Quelle: Staatliche Wahlkommission |

| Stettin                           | Stettin                           | Stettin                           | Stettin                           | Stettin                           | Stettin                           | Bydgoszcz                         | Bydgoszcz                         | Bydgoszcz                         | Bydgoszcz                         | Bydgoszcz                         | Bydgoszcz                         |
| Kandidat                          | Partei                            | 1. Wahlgang                       | 1. Wahlgang                       | 2. Wahlgang                       | 2. Wahlgang                       | Kandidat                          | Partei                            | 1. Wahlgang                       | 1. Wahlgang                       | 2. Wahlgang                       | 2. Wahlgang                       |
| Kandidat                          | Partei                            | Stimmen                           | %                                 | Stimmen                           | %                                 | Kandidat                          | Partei                            | Stimmen                           | %                                 | Stimmen                           | %                                 |
| --------------------------------- | --------------------------------- | --------------------------------- | --------------------------------- | --------------------------------- | --------------------------------- | --------------------------------- | --------------------------------- | --------------------------------- | --------------------------------- | --------------------------------- | --------------------------------- |
| Piotr Krzystek                    | parteilos                         | 50.191                            | 46,46                             | 56.536                            | 71,93                             | Rafał Bruski                      | PO                                | 38.192                            | 37,08                             | 49.165                            | 57,11                             |
| Małgorzata Jacyna-Witt            | parteilos                         | 19.154                            | 17,73                             | 22.061                            | 28,07                             | Konstanty Dombrowicz              | parteilos                         | 20.464                            | 19,87                             | 36.923                            | 42,89                             |
| Artur Szałabawka                  | PiS                               | 14.218                            | 13,16                             |                                   |                                   | Marek Gralik                      | PiS                               | 20.210                            | 19,62                             |                                   |                                   |
| Łukasza Tyszlera                  | PO                                | 10.725                            | 9,93                              | Anna Mackiewicz                   | SLD                               | 8.111                             | 7,87                              |                                   |                                   |                                   |                                   |
| Dawid Krystek                     | SLD                               | 6.114                             | 5,66                              | Małgorzata Stawicka               | parteilos                         | 6.732                             | 6,54                              |                                   |                                   |                                   |                                   |
| Stefan Oleszczuk                  | KNP                               | 4.009                             | 3,71                              | Marcin Sypniewski                 | KNP                               | 4.395                             | 4,27                              |                                   |                                   |                                   |                                   |
| Przemysław Urbański               | parteilos                         | 2.575                             | 2,38                              | Piotr Cyprys                      | parteilos                         | 4.024                             | 3,91                              |                                   |                                   |                                   |                                   |
| Bohdan Roszkowski                 | PSL                               | 1.046                             | 0,97                              | Mariusz Nowowiejski               | parteilos                         | 883                               | 0,86                              |                                   |                                   |                                   |                                   |
| Gesamt                            | Gesamt                            | 108.032                           | 100,00                            | 78.597                            | 100,00                            | Gesamt                            | Gesamt                            | 103.011                           | 100,00                            | 86.088                            | 100,00                            |
| Gültige Stimmen                   | Gültige Stimmen                   | 108.032                           | 98,22                             | 78.597                            | 98,26                             | Gültige Stimmen                   | Gültige Stimmen                   | 103.011                           | 98,54                             | 86.088                            | 98,40                             |
| Ungültige Stimmen                 | Ungültige Stimmen                 | 1.954                             | 1,78                              | 1.390                             | 1,74                              | Ungültige Stimmen                 | Ungültige Stimmen                 | 1.523                             | 1,46                              | 1.399                             | 1,60                              |
| Wahlbeteiligung                   | Wahlbeteiligung                   | 109.986                           | 35,38                             | 79.987                            | 25,77                             | Wahlbeteiligung                   | Wahlbeteiligung                   | 104.534                           | 37,42                             | 87.487                            | 31,32                             |
| Wahlberechtigte                   | Wahlberechtigte                   | 310.871                           | 100,00                            | 310.446                           | 100,00                            | Wahlberechtigte                   | Wahlberechtigte                   | 279.390                           | 100,00                            | 279.305                           | 100,00                            |
| Quelle: Staatliche Wahlkommission | Quelle: Staatliche Wahlkommission | Quelle: Staatliche Wahlkommission | Quelle: Staatliche Wahlkommission | Quelle: Staatliche Wahlkommission | Quelle: Staatliche Wahlkommission | Quelle: Staatliche Wahlkommission | Quelle: Staatliche Wahlkommission | Quelle: Staatliche Wahlkommission | Quelle: Staatliche Wahlkommission | Quelle: Staatliche Wahlkommission | Quelle: Staatliche Wahlkommission |

| Lublin                            | Lublin                            | Lublin                            | Lublin                            | Katowice                          | Katowice                          | Katowice                          | Katowice                          | Katowice                          | Katowice                          |
| Kandidat                          | Partei                            | 1. Wahlgang                       | 1. Wahlgang                       | Kandidat                          | Partei                            | 1. Wahlgang                       | 1. Wahlgang                       | 2. Wahlgang                       | 2. Wahlgang                       |
| Kandidat                          | Partei                            | Stimmen                           | %                                 | Kandidat                          | Partei                            | Stimmen                           | %                                 | Stimmen                           | %                                 |
| --------------------------------- | --------------------------------- | --------------------------------- | --------------------------------- | --------------------------------- | --------------------------------- | --------------------------------- | --------------------------------- | --------------------------------- | --------------------------------- |
| Krzysztof Żuk                     | PO                                | 65.749                            | 60,13                             | Marcin Krupa                      | parteilos                         | 40.609                            | 43,09                             | 53.165                            | 71,31                             |
| Grzegorz Muszyński                | PiS                               | 33.414                            | 30,56                             | Andrzej Sośnierz                  | PiS                               | 20.820                            | 22,09                             | 21.391                            | 28,69                             |
| Antoni Chrzonstowski              | KNP                               | 3.488                             | 3,19                              | Arkadiusz Godlewski               | PO                                | 14.690                            | 15,59                             |                                   |                                   |
| Dorota Polz-Gruszka               | parteilos                         | 3.361                             | 3,07                              | Jerzy Ziętek                      | parteilos                         | 5.233                             | 5,55                              |                                   |                                   |
| Marian Kowalski                   | parteilos                         | 3.332                             | 3,05                              | Aleksander Uszok                  | RAŚ                               | 5.104                             | 5,42                              |                                   |                                   |
|                                   |                                   |                                   |                                   | Marek Szczerbowski                | SLD                               | 4.332                             | 4,60                              |                                   |                                   |
| Krystyna Doktorowicz              | parteilos                         | 3.137                             | 3,33                              |                                   |                                   |                                   |                                   |                                   |                                   |
| Adam Stach                        | PSL                               | 315                               | 0,33                              |                                   |                                   |                                   |                                   |                                   |                                   |
| Gesamt                            | Gesamt                            | 109.344                           | 100,00                            | Gesamt                            | Gesamt                            | 94.240                            | 100,00                            | 74.556                            | 100,00                            |
| Gültige Stimmen                   | Gültige Stimmen                   | 109.344                           | 98,36                             | Gültige Stimmen                   | Gültige Stimmen                   | 94.240                            | 98,72                             | 74.556                            | 98,91                             |
| Ungültige Stimmen                 | Ungültige Stimmen                 | 1.828                             | 1,64                              | Ungültige Stimmen                 | Ungültige Stimmen                 | 1.224                             | 1,28                              | 821                               | 1,09                              |
| Wahlbeteiligung                   | Wahlbeteiligung                   | 111.172                           | 41,03                             | Wahlbeteiligung                   | Wahlbeteiligung                   | 95.464                            | 39,34                             | 75.377                            | 31,16                             |
| Wahlberechtigte                   | Wahlberechtigte                   | 270.967                           | 100,00                            | Wahlberechtigte                   | Wahlberechtigte                   | 242.661                           | 100,00                            | 241.882                           | 100,00                            |
| Quelle: Staatliche Wahlkommission | Quelle: Staatliche Wahlkommission | Quelle: Staatliche Wahlkommission | Quelle: Staatliche Wahlkommission | Quelle: Staatliche Wahlkommission | Quelle: Staatliche Wahlkommission | Quelle: Staatliche Wahlkommission | Quelle: Staatliche Wahlkommission | Quelle: Staatliche Wahlkommission | Quelle: Staatliche Wahlkommission |

#### Sonstiges (einschließlich Bürgermeister und Gemeindevorsteher)
|                                   | 1. Wahlgang                       | 1. Wahlgang                       | 2. Wahlgang                       | 2. Wahlgang                       |                                   |
| absolut                           | prozentual                        | absolut                           | prozentual                        |                                   |                                   |
| --------------------------------- | --------------------------------- | --------------------------------- | --------------------------------- | --------------------------------- | --------------------------------- |
| Abgegeben                         | 14.410.363                        | 100,00                            | 6.419.065                         | 100,00                            |                                   |
| Gültige Stimmen                   | 14.105.123                        | 97,88                             | 6.339.512                         | 98,76                             |                                   |
| Ungültige Stimmen                 | 305.240                           | 2,12                              | 79.553                            | 1,24                              |                                   |
| Wahlbeteiligung                   | 14.410.363                        | 47,34                             | 6.419.065                         | 39,97                             |                                   |
| Wahlberechtigte                   | 30.439.334                        | 100,00                            | 16.060.654                        | 100,00                            |                                   |
| Quelle: Staatliche Wahlkommission | Quelle: Staatliche Wahlkommission | Quelle: Staatliche Wahlkommission | Quelle: Staatliche Wahlkommission | Quelle: Staatliche Wahlkommission | Quelle: Staatliche Wahlkommission |

## Novellierung des Wahlgesetzes
Nach den Wahlen schlugen mehrere Oppositionsparteien und der Staatspräsident Initiativen zur Änderungen des Wahlgesetzes vor. Auch eine Volksinitiative wurde eingereicht. Am 15. Mai 2015 nahm der Sejm das präsidentielle Projekt an. Dieses führt transparente Wahlurnen sowie Umschläge für die Stimmzettel ein. Die Kompetenzen von Repräsentanten (mężowie zaufania) der teilnehmenden Kandidaten wird ausgeweitet, indem es ihnen vor und nach der Wahl gestattet ist die Tätigkeit der Bezirkswahlkommission aufzunehmen. Im amtlichen Endergebnis ist die Anzahl der ungültigen Stimmen samt Ursache anzugeben. Die Amtszeit der Wahlkommissionsmitglieder wird auf neun Jahre und ihr Alter auf 70 Jahre begrenzt. Über die Spezifikationen der Wahl und die Voraussetzungen einer gültigen Stimme hat der jeweilige Bürgermeister die Wähler postalisch zu unterrichten.
Nach Passieren des Gesetzes durch den Senat und anschließender Unterschrift des Staatspräsidenten trat es am 12. August 2015 größtenteils in Kraft.